# Lay Low (Snoop Dogg)
Lay Low è un singolo del rapper Snoop Dogg, pubblicato nel 2001 ed estratto dall'album Tha Last Meal.

## Tracce
1. Lay Low (Clean)
2. Lay Low (Dirty)
3. Bring It On (Dirty)
4. Lay Low (Instrumental)

## Classifiche
| Classifica (2008)                    | Posizione massima |
| ------------------------------------ | ----------------- |
| Francia                              | 81                |
| Germania                             | 49                |
| Giappone                             | 93                |
| Svizzera                             | 48                |
| Stati Uniti                          | 50                |
| U.S. Billboard Hot R&B/Hip-Hop Songs | 8                 |